# Benoît Lucien Hercule
Pour les articles homonymes, voir Hercule (homonymie).
Benoît Lucien Hercule né à Toulon le 26 juillet 1846 et mort à Paris le 6 novembre 1913 est un sculpteur et médailleur français.

## Biographie

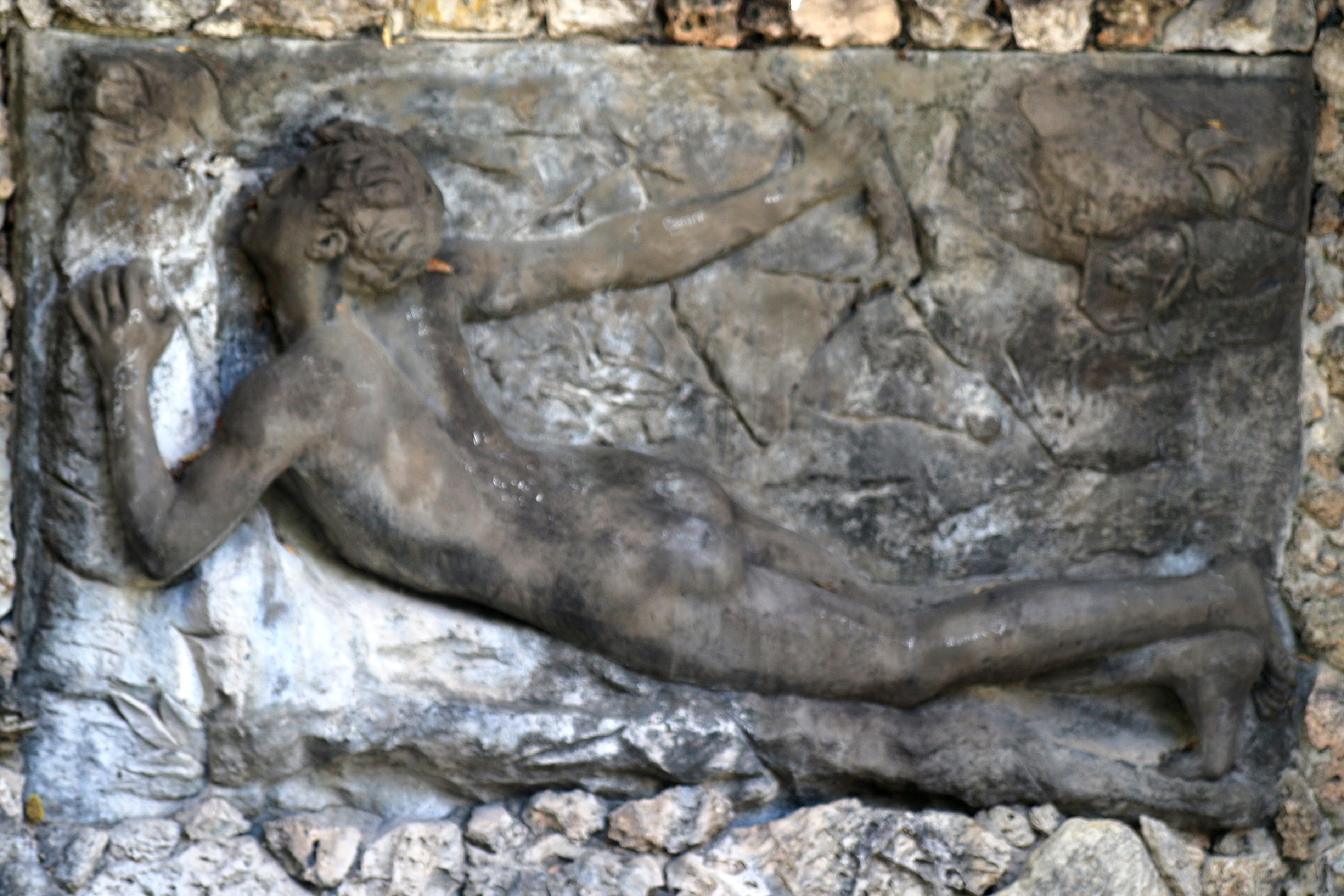
Le Buveur d'eau, Toulon, jardin Alexandre Ier.

Benoît Lucien Hercule est d'abord élève à l'atelier de sculpture à l'arsenal de Toulon avant d'être admis dans l'atelier de François Jouffroy (1806-1882) à l'École des beaux-arts de Paris.
Il se marie le 29 mai 1879 à Paris avec Joséphine Alexandrine Fouquet ; le sculpteur Lange Guglielmo est un des témoins à son mariage.
Il expose au Salon des artistes français à partir de 1874 où il présente une Tête d'étude, buste en marbre. Il obtient plusieurs mentions honorables en 1883 pour Jeune Fille au bracelet (statue en plâtre), en 1884 pour Primevère (statue en plâtre) et en 1885 pour Au drapeau !. En 1886 il y obtient une médaille de 3e classe pour la version en marbre de Primevère, en 1891 une médaille de 2e classe pour Turenne enfant, plâtre qui bénéficiera par la suite d'une édition en bronze, et en 1904 une médaille de 1re classe pour Coquetterie, statue de marbre. Il obtient également des médailles de bronze à l'Exposition universelle de 1889 et à celle de 1900.
Ces succès lui permettent d'obtenir des commandes publiques : en 1882, une statue de Pierre Charron pour l'hôtel de ville de Paris et, en 1884, les bustes de Restout et Houël pour la façade du musée des Beaux-Arts de Rouen. Toulon, sa ville natale, lui passera commande de deux bustes représentant Pierre Puget et Nicolas-Claude Fabri de Peiresc pour décorer les façades du musée d'Art. Hercule a localement une certaine renommée grâce au Buveur d'eau, un bas-relief en bronze ornant le jardin Alexandre 1er, et pour le bas-relief en marbre représentant Les Marins russes sur le quai de Cronstadt conservé au musée du Vieux Toulon.
En 1885, il devint sociétaire de la Société des artistes français.
Il réalise également la statue en mémoire du docteur Augustin Grisolle à Fréjus sur la place Paul Vernet : inaugurée en 1899, elle présentait une allégorie de la médecine et le buste du médecin. Les deux bronzes ont été fondus en 1943 dans le cadre de la mobilisation des métaux non ferreux.
Il meurt le 6 novembre 1913 dans le dénuement à la maison de retraite de la Société des artistes français à Paris.

## Œuvres dans les collections publiques
- Châlons-en-Champagne, musée des Beaux-Arts et d'Archéologie : buste de Jean-Baptiste Drouet d'Erlon[9].
- Choisy-le-Roi : Monument commémoratif du combat de la Gare-aux-Bœufs mené au cours de la guerre de 1870, statue en bronze d'un marin défendant le drapeau[10].
- Paris :
  - cimetière du Père-Lachaise, 34e division : buste en bronze ornant la sépulture Roger, œuvre disparue[11].
  - hôtel de ville : Pierre Charron (1541-1603), statue en pierre ornant la façade est dans la cour du nord.
  - rue de Normandie : Turenne enfant, statue en bronze.
- Rouen, musée des Beaux-Arts, façade : Restout et Huet, bustes en pierre[12].
- Sceaux, jardin des Félibres : Monument à Paul Arène, 1897, buste en bronze[13], un des neuf bustes représentant les félibres célèbres[14].
- Toulon :
  - jardin Alexandre Ier : Le Buveur d'eau, bas-relief en bronze[6],[15].
  - musée d'Art :
    - Pierre Puget, buste ornant la façade du musée[16]. ;
    - Nicolas-Claude Fabri de Peiresc, buste ornant la façade du musée[17] ;
    - Génie ;
    - Caron.

  - musée d’Histoire de Toulon et de sa région : Les Marins russes sur le quai de Cronstadt, 1903, bas-relief en marbre. En arrière-plan on distingue le balcon de l'hôtel de ville soutenu par des atlantes sculptés par Pierre Puget où ont pris place les officiels[8].

## Médaille
- République française. Exposition internationale, Bordeaux, 1897.
- République française. Exposition internationale du travail, Paris, 1901, cuivre doré.
- République française. Exposition Internationale d'Alimentation et Hygiène, Paris, 1905[18]

Œuvres de Benoît Lucien Hercule
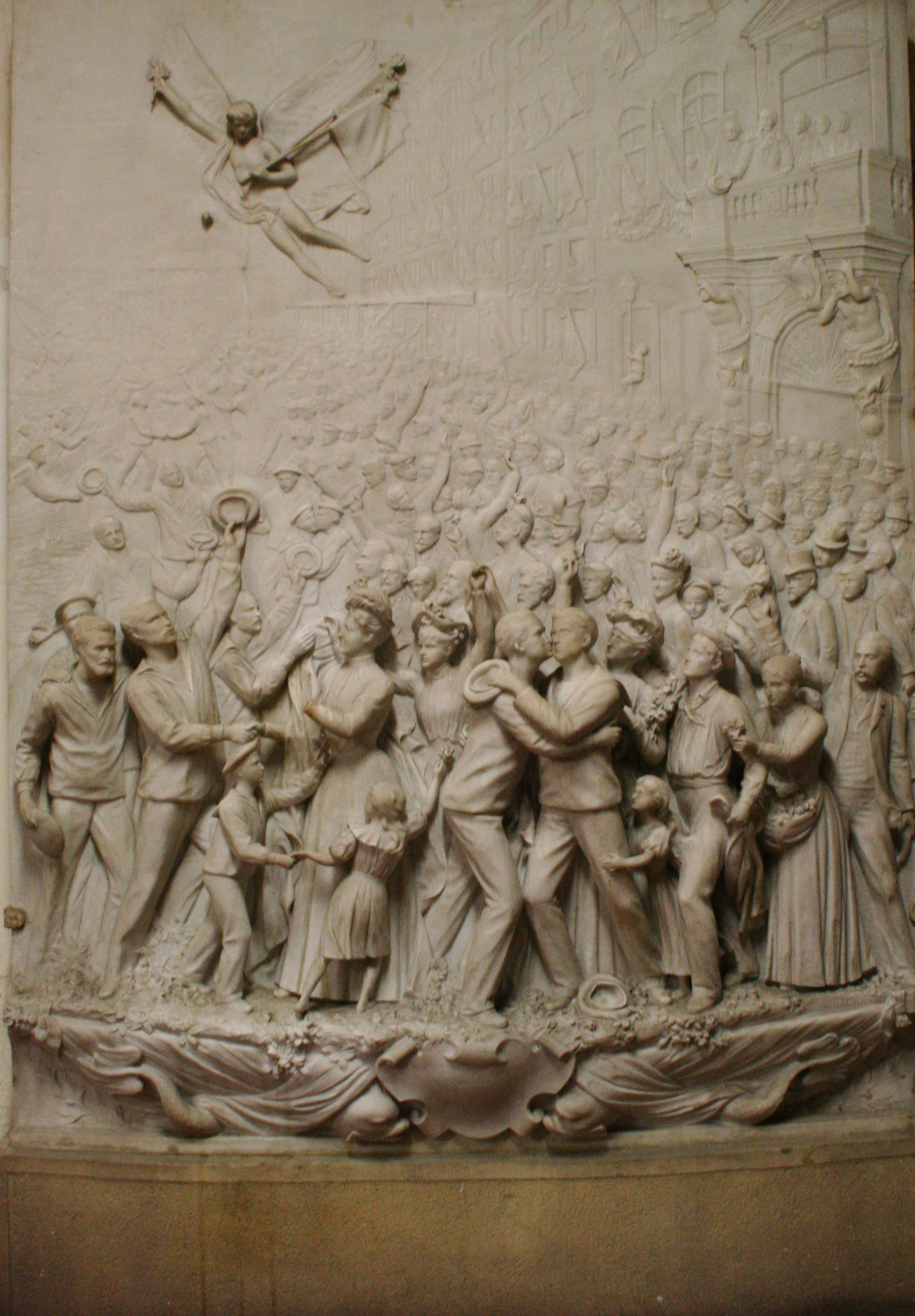
Visite de l'escadre russe dans le port de Toulon, musée du Vieux Toulon.
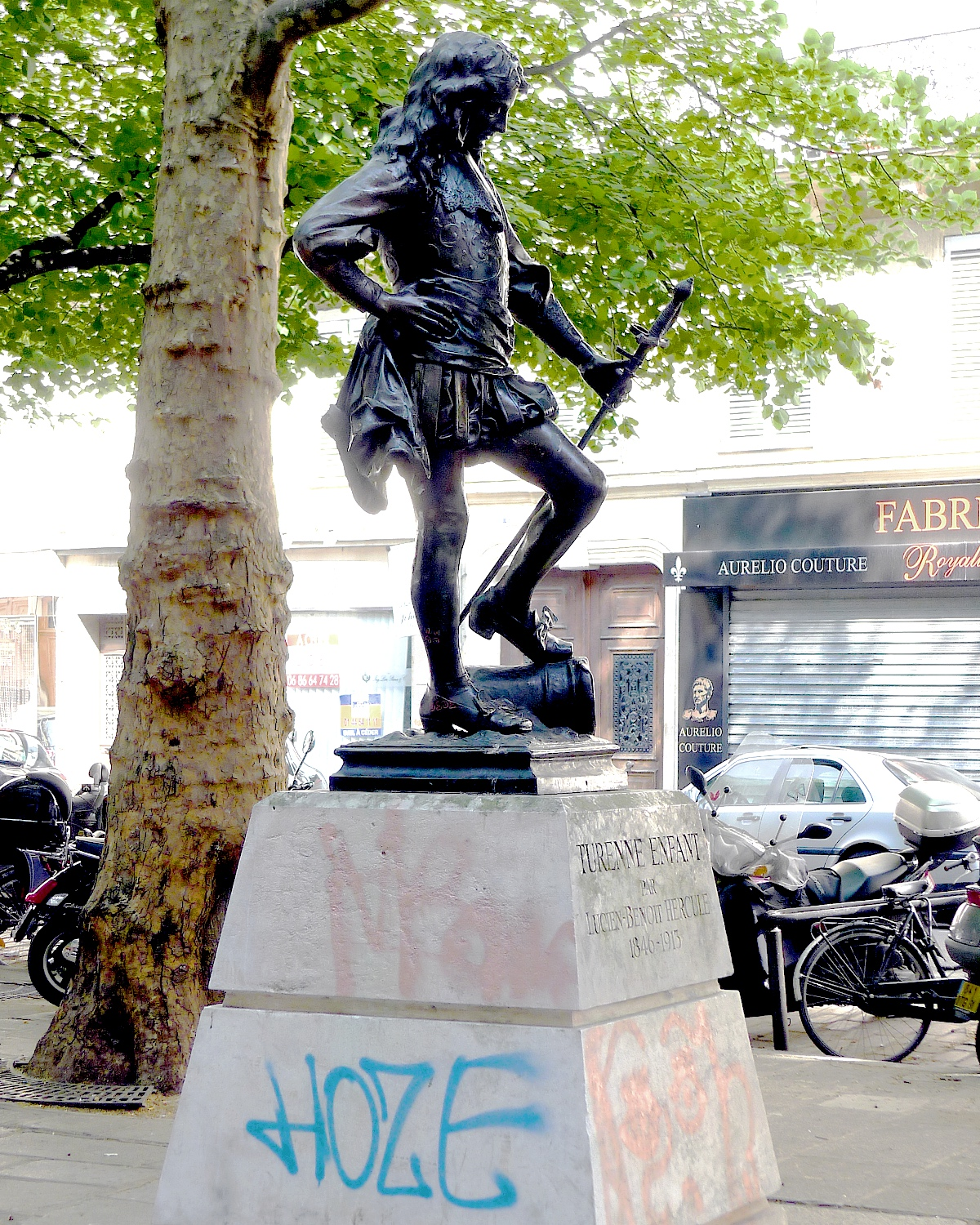
Turenne enfant, Paris, rue de Normandie.
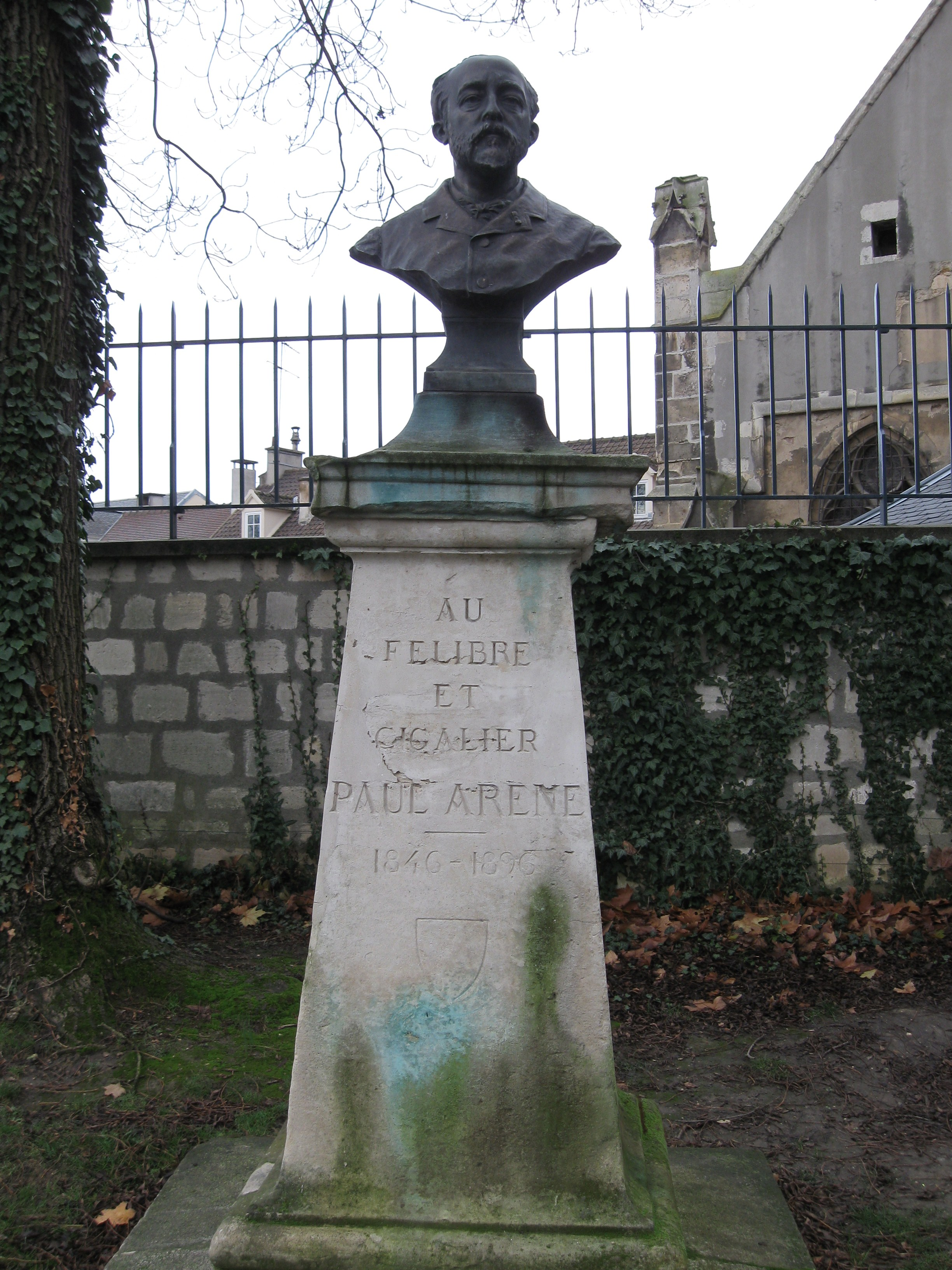
Monument à Paul Arène (1897), Sceaux, jardin des Félibres.
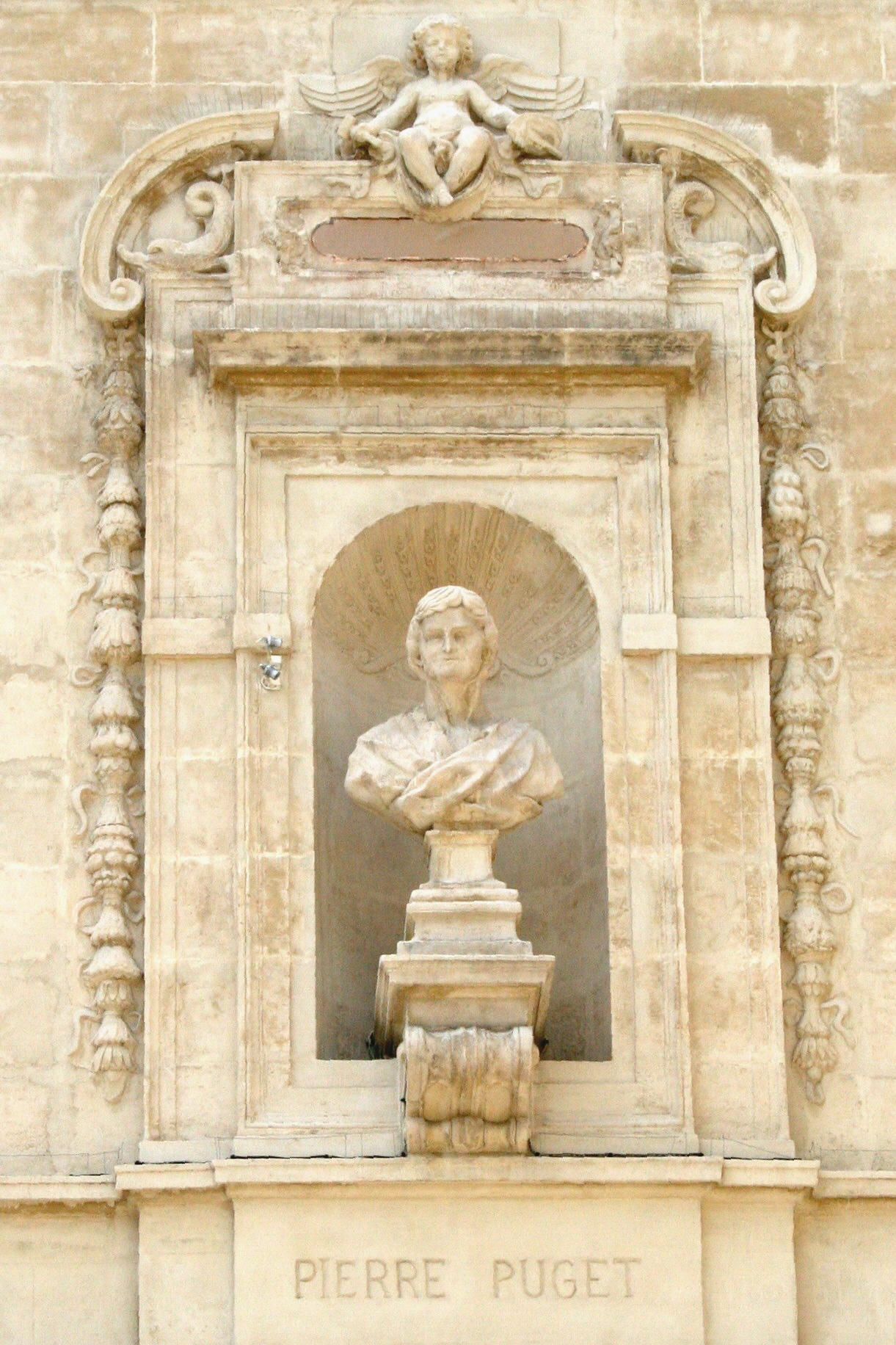
Pierre Puget, musée d'Art de Toulon.
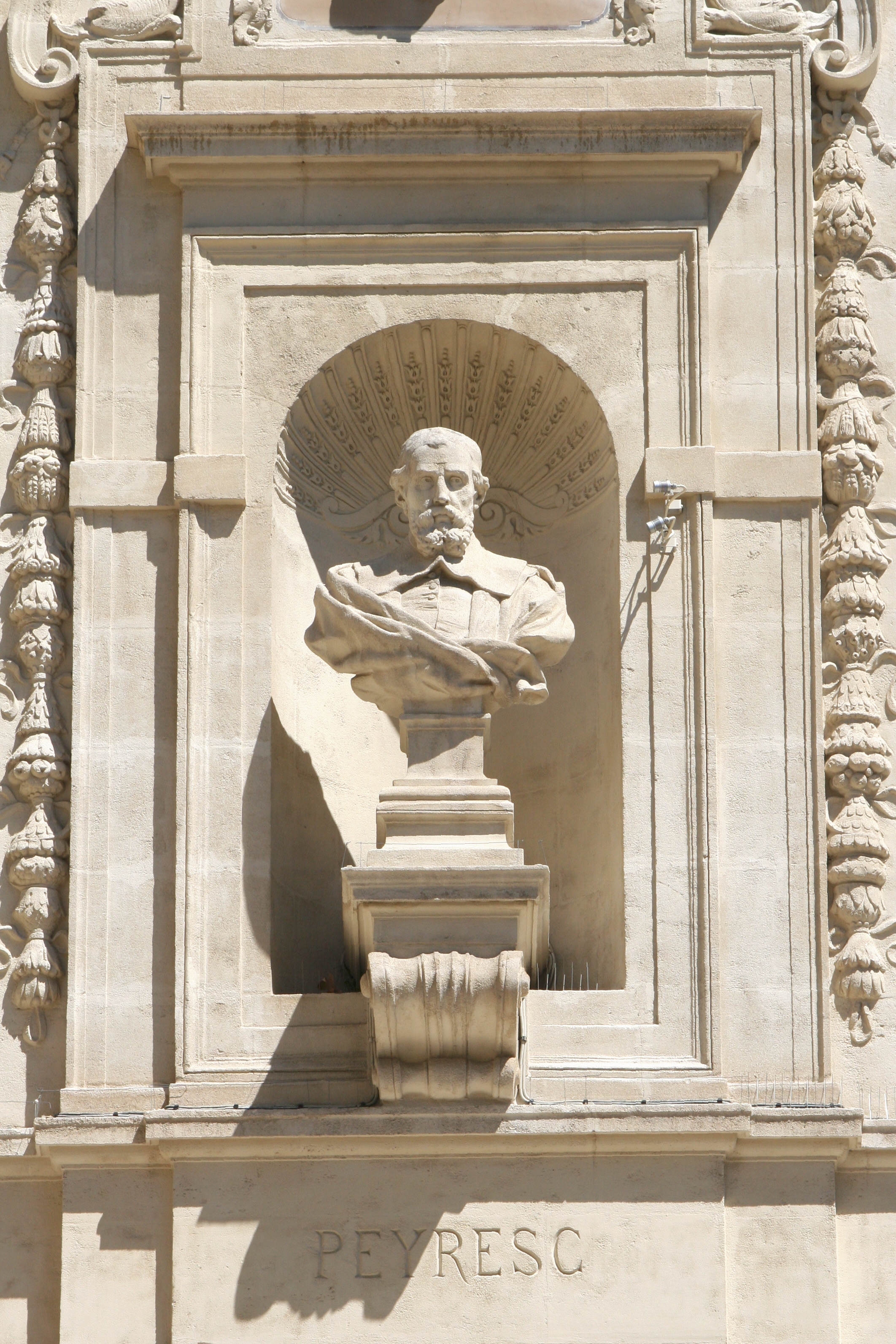
Nicolas-Claude Fabri de Peiresc, musée d'Art de Toulon.